# Milagros Fernández i López
Milagros Fernández i López, més coneguda com a Mila Fernández (Pedroso, Rodeiro, O Deza, 1973) és una psicòloga i política gallega establerta a Catalunya, diputada al Parlament de Catalunya en la IX legislatura.
Llicenciada en Psicologia per la Universitat de Pontevedra, cap al 2000 es va casar amb un català i s'establí a Tortosa. Es va afiliar a Unió Democràtica de Catalunya (UDC), formació de la qual és una de les dirigents a les Terres de l'Ebre. Fou escollida diputada a les eleccions al Parlament de Catalunya de 2010 per la província de Tarragona dins les llistes de CiU. Ha estat vicepresidenta de la mesa de la Comissió d'Ensenyament i Universitats i coordinadora de l'Intergrup del Poble Gitano. En 2013 fou nomenada assessora en matèria d'implementació de noves propostes territorials del Gabinet de la Vicepresidència. Tanmateix, fou destituïda d'aquest càrrec el juliol del mateix any.